# Episodi di Falcon Beach (seconda stagione)
| nº | Titolo originale             | Titolo italiano        | Prima TV USA     | Prima TV Italia |
| -- | ---------------------------- | ---------------------- | ---------------- | --------------- |
| 1  | After the Fall               | Dopo la caduta         | 5 gennaio 2007   | 17 giugno 2008  |
| 2  | Strawberry Social Reject     | Il Galà delle Fragole  | 12 gennaio 2007  | 18 giugno 2008  |
| 3  | The Spins                    | Bugie                  | 19 gennaio 2007  | 19 giugno 2008  |
| 4  | Tidal                        | Marea                  | 26 gennaio 2007  | 20 giugno 2008  |
| 5  | Turn Card                    | Mano vincente          | 2 febbraio 2007  | 23 giugno 2008  |
| 6  | The Music Video              | Il video musicale      | 9 febbraio 2007  | 24 giugno 2008  |
| 7  | Lost                         | Scomparsa              | 16 febbraio 2007 | 25 giugno 2008  |
| 8  | Sins of the Father           | Le parole di un padre  | 23 febbraio 2007 | 26 giugno 2008  |
| 9  | Thirteen Minutes to Midnight | 13 minuti a mezzanotte | 2 marzo 2007     | 30 giugno 2008  |
| 10 | Lovers & Cheaters            | Amanti e traditori     | 9 marzo 2007     | 1º luglio 2008  |
| 11 | Permanent Collection         | Caccia al tesoro       | 16 marzo 2007    | 2 luglio 2008   |
| 12 | Vigil                        | L'ultima spiaggia      | 23 marzo 2007    | 3 luglio 2008   |
| 13 | The Next Life                | La prossima vita       | 30 marzo 2007    | 4 luglio 2008   |